# Melanogryllus afghan
Melanogryllus afghan is een rechtvleugelig insect uit de familie krekels (Gryllidae). De wetenschappelijke naam van deze soort is voor het eerst geldig gepubliceerd in 1968 door Lucien Chopard.